# 光岡・ライクT3
ライクT3（雷駆-T3、Like-T3）とは、光岡自動車が販売していた三輪の小型電気自動車である。

## 概要
ジーエス・ユアサコーポレーションの子会社であるユアサM&Bと共同開発し。2012年10月18日より販売を開始した。
都心のような比較的短距離の移動で済む地域において、小口配送用などの需要をターゲットとしている。乗車定員は2名で、後部に100 kg まで積載可能な荷台を備えている。商用目的を想定しているため、企業や商店の看板（ロゴやステッカー）が映えるような、シンプルでありながら無個性過ぎて目立たなくならないようなデザインを意識したという。
定格出力3.0 kW の電動機（モーター）を1つ搭載し、リチウムイオン二次電池を動力源とする。モーターの動力はディファレンシャルギアを介して後2輪に伝達される。最高時速はリミッターによって50 km/h に制限されている。荷台下にモーターとバッテリーを搭載することで重心を後輪側へ寄せ，走行安定性を高める工夫がなされた。その結果最大安定傾斜角42度と、3輪車ながら高い安定性を実現した。最大充電時間と航続距離はグレードで異なり、「S」グレードが4時間で40 km、「L」グレードが6時間で60 km となる。いずれも家庭用100 V コンセントから充電することができる。
またライクT3では回生ブレーキが強めに設定されているため、フットブレーキを踏まなくともアクセルを放すだけで減速、停止ができる。
これによりブレーキ系の損耗を抑え、部品交換周期の延長を図っている。
グレード構成は「S」「L」「S+」「L+」の4種類で、「L」は「S」より航続距離が長い。グレード名に「+」の付くものはフロントスクリーン（風防）が標準装備される。
2022年3月31日をもって生産終了した。

## 法律上の扱いについて
ライクT3は乗車定員2名、最大積載量100kgの仕様で、排気量250cc以下の側車付軽二輪車として型式認定を取得している。ただし側車付軽二輪車でありながら後輪2輪が駆動する点が通常の側車付軽二輪車と異なり、過去に運輸省（当時）が平成11年に示したトライクにおける見解により、通常の側車付軽二輪車とは法令的な扱いが異なる部分がある。
運転免許については普通自動車（または、5t限定を含む準中型・8t限定を含む中型・大型自動車）免許が必要で、大型特殊自動車、自動二輪車免許では公道を走行できない。ヘルメットは運転手・同乗者とも装着の義務はない。保険は自賠責、任意保険ともに250ccのスクーターと同じ扱いとなる。
なお、ライクT3は経済産業省が行っている「クリーンエネルギー自動車導入促進対策費補助金」の対象となっているため、最大30万円の補助金を受けることができる。30万円の補助金を受けた場合、最廉価となるSグレードの実質価格は99万5000円（補助金無しで129万5000円）となり、実質100万円を切る本体価格となる。
ライクT3のような車両の型式申請は過去に前例がなく、また補助対象車両を認定する次世代自動車振興センターも「三輪車は想定外」ということだった。これらの認定を取るために経済産業省と国土交通省との約1年にわたる交渉が行われ、最終的に2012年8月24日に型式認定を取得した。

## 試験導入
ライクT3は発売前からSGホールディングスグループのSGモータースに先行試験導入され、兄弟会社の佐川急便において小口配達用車両として導入されている。この先行導入の目的は商用利用におけるライクT3の車両データを光岡自動車へフィードバックするためである。
元々SGモータースは環境負荷低減や経費削減を目的として、退役した小口配送用の軽車両をベースにした電気自動車の開発を行っていた。軽車両は通常のトラックに比べて耐用年数・耐久性が低く、ボディに目立った傷は無くてもエンジンや部品が先に限界を迎え、廃車や部品取り車になるケースが多かった。このボディを有効活用させるため、退役した軽車両をベースにした電気自動車の開発を行っていた。最終的に1台の電気自動車が製作され、ナンバー取得にも成功した。しかし実際は1台1台の車両でメーカーが異なるため、それぞれに合わせて設計を変える必要があり、その結果コスト的に採算が合わなくなるため、開発は頓挫した。その後、ライクT3の存在を知ったSGモータースは、まだ当時は型式認定が取れていなかったものの、先行導入によって光岡自動車へ車両データを提供する代わりに、ライクT3を何台か譲ってもらうよう光岡自動車に交渉し、その結果として今回の先行試験導入が実現した。
データ収集は約1年を目処に行われ、その間保安基準や集配効率化に関するデータを計測していく。
また、SGモータースはライクT3を佐川急便仕様にモディファイした専用車両を開発した。ボディは軽量なアルミ製で、キャノピーと左サイドオープンの荷台が取り付けられている。